# Andrea Štaka
Andrea Štaka, née en 1973 à Lucerne, est une réalisatrice, scénariste et productrice suisse.

## Biographie
Andrea Štaka a commencé sa carrière comme photographe, avant de se tourner vers le cinéma. Elle a fait ses études de cinéma à l'Université des Arts de Zurich de 1993 à 1998.
Son film de diplôme Hotel Belgrad a été présenté en première au Festival du film de Locarno en 1998 et a été projeté dans divers festivals. Son premier long métrage, le documentaire Yugodivas, y a également été présenté en 2001. Les deux films ont été nommés pour le Prix du cinéma suisse. Son premier long métrage, Das Fräulein, pour lequel elle a remporté le Léopard d'or à Locarno en 2006, et qui a été projeté dans des festivals internationaux comme le Sundance Film Festival, lui a apporté une notoriété supplémentaire, ainsi que le Prix du film de Zurich et le Prix du cinéma suisse pour le meilleur scénario, entre autres.
En 2007, elle a fondé la société de production Oko Film, basée à Zurich, avec son mari de l'époque, Thomas Imbach. En tant que productrice, elle participe à divers films d'Imbach.
En 2015, elle a reçu le prix du film socialement pertinent au festival du film Max Ophüls Preis pour son film Cure - The Life of Another.
Son troisième long métrage, Mare, a été présenté en première en 2020 dans la section Panorama du Festival international du film de Berlin. Le film à désormais été projeté dans différents festivals. Il a remporté deux prix au Festival de Sarajevo et remportera le Prix de Soleure aux Journées de Soleure en 2021, décerné par un jury composé de la directrice de théâtre Anne Bisang, du réalisateur Markus Imhoof et de l'écrivaine Meral Kureyshi.

## Filmographie (sélection)
Comme réalisatrice et scénariste :
- 1999 : Hotel Belgrad (court métrage)
- 2001 : Yugodivas (documentaire)
- 2006 : Das Fräulein
- 2014 : La Vie d'une autre (Cure - Život druge)
- 2020 : Mare

Comme productrice :
- 2011 : Day Is Done
- 2013 : Mary Queen Of Scots
- 2014 : Love Island
- 2018 : Glaubenberg
- 2020 : NEMESIS
- 2020 : Mare

## Récompenses et distinctions
- 1998 : Grand Prix du Jury, Rencontres Internationales Henri Langois, Poitiers (Hotel Belgrad)
- 1998 : Meilleur Film, Seh-Süchte Festival, Berlin (Hotel Belgrad)
- 1998 : Meilleure réalisation, Brooklyn International Film Festival, New York (Hotel Belgrad)
- 2000 : Qualitäts Auszeichnung, Schweizer Kulturbüro (Yugodivas)
- 2006 : Léopard d'or au Festival de Locarno 2006 pour Das Fräulein.
- 2006 : Heart of Sarajevo Award, Best Film and Best Actrice, Sarajevo Film Festival (Das Fräulein)
- 2006 : Zürcher Filmpreis (Das Fräulein)
- 2007 : Primo Premio di Sguardialtrove, Sguardi Altrove Film Festival (Das Fräulein)
- 2007 : Grand Prix Golden Seahorse, Batumi International Art House Film Festival (Das Fräulein)
- 2007 : Special Mention of the Jury, Shadowline Salerno Film Festival (Das Fräulein)
- 2007 : FIPRESCI Prize, Semana Internacional de Cine (Das Fräulein)
- 2015 : Prix pour le meilleur film avec pertinence sociale ('Preis für den gesellschaftlich relevanten Film'), Max-Ophüls-Festival (Cure)
- 2020 : CICAE Award et prix pour meilleur interprétation féminine, Sarajevo Film Festival (Mare)
- 2021 : Jurypreis, Prix de Soleure, Journées de Soleure (Mare)